# Ndogmbe
Ndogmbe ou Ndogbe est l'un des rares villages du département du Wouri. Situé dans l'arrondissement de Douala V, il est localisé à 2 km du carrefour de la route Razel, sur la route qui lie Douala à Dizangué. 

## Population et environnement
En 1968, le village de Ndogmbe  comptait 113 habitants dont 96 pour Ndogmbe I et 13 pour Ndogmbe II. La population de Ndogmbe II était de 46 habitants dont 22 hommes et 24 femmes, lors du recensement de 2005. 